# معتمدية بنزرت الشمالية
معتمدية بنزرت الشمالية إحدى معتمديات الجمهورية التونسية، تابعة لولاية بنزرت.

### مواضيع ذات علاقة
- ولاية بنزرت.